# Al-Ittihad Alexandria Club
El Al-Ittihad Alexandrian Club es un equipo de fútbol de Egipto que milita en la Primera División de Egipto, la liga de fútbol más importante del país.

## Historia
Fue fundado en el año 1914 en Alejandría y es uno de los equipos más importantes y más grandes de Egipto junto al Al-Ahly y el El Zamalek y es uno de los equipos fundadores de la Primera División de Egipto en 1921, contribuyendo a la popularidad del fútbol en Alejandría.

## Palmarés
- Copa de Egipto: 6

1926, 1936, 1948, 1963, 1973, 1976
- Copa del Sultan Hussein: 1

1935
- Liga de Alejandría: 27

Equipo más ganador

## Participación en competiciones de la CAF
| Temporada | Torneo                   | Ronda            | Club                  | Casa | Vista | Global      |
| --------- | ------------------------ | ---------------- | --------------------- | ---- | ----- | ----------- |
| 1975      | African Cup Winners' Cup | 1                | Saint George          | 2–0  | 0–0   | 2–0         |
| 1975      | African Cup Winners' Cup | Cuartos de final | Tonnerre Yaoundé      | 4–0  | 0–31  | w/o         |
| 1977      | African Cup Winners' Cup | 2                | MO Constantine        | 3–1  | 0–1   | 3–2         |
| 1977      | African Cup Winners' Cup | Cuartos de final | Rangers International | 2–0  | 0–0   | 2–0         |
| 1977      | African Cup Winners' Cup | Semifinales      | Tonnerre Yaoundé      | 1–0  | 0–2   | 1–2         |
| 1979      | African Cup Winners' Cup | 1                | Gor Mahia             | w/o  | w/o   | w/o         |
| 2006      | Confederation Cup        | 1                | Rayon Sports          | 3–0  | 0–1   | 3–0         |
| 2006      | Confederation Cup        | 2                | Espérance             | 1–0  | 0–1   | 1–1 (3–4 p) |

1 El partido fue abandonado al minuto 70 luego de que los jugadores del Al Ittihad abandonaran el juego a causa del arbitraje cuando el Tonnerre Yaoundé ganaba 3–0; Al Ittihad fue descalificado del torneo y el Tonnerre Yaoundé avanzó a la siguiente ronda.

## Jugadores

#### Plantilla: 2024-25
- Actualizado al 29 de octubre de 2024[1]

### Jugadores destacados
- Walid Salah El-Din
- Ahmad Abu El-Enein
- Karim El Sayed
- Nader El-Sayed
- Idris Gomaa
- Hossam Hassan
- Ahmed Kato
- Mohamed "Gedo" Nagy
- Ayman Ramadan
- Joshua Izuchukwu
- Javier León

## Entrenadores
- Mohamed Omar (enero de 2002-julio de 2002), (mayo de 2003-abril de 2004)
- Mohamed Salah (julio de 2004-octubre de 2004)
- Slobodan Pavković (julio de 2006-diciembre de 2006)
- Mohamed Omar (diciembre de 2006-agosto de 2007)
- Mohamed Salah (septiembre de 2007-enero de 2008)
- Taha Basri (enero de 2008-agosto de 2009)
- Cabralzinho (septiembre de 2009-noviembre de 2010)
- Mohamed Amer (noviembre de 2010-mayo de 2011)
- Ahmed Sary (abril de 2011)
- Juan José Maqueda (201?-201?)
- Jean-Michel Cavalli (2017)[2]
- Juan José Maqueda (2017-2018)
- Helmy Toulan (2018)[3]
- Zoran Manojlović (septiembre de 2022-julio de 2023)
- Tarek El Ashri (julio de 2023-junio de 2024)
- Ahmed Sary (junio de 2024-agosto de 2024)
- Nikodimos Papavasiliou (agosto de 2024-)[4]